# Olivier Brousse
Olivier Brousse, né le 28 février 1965, est un chef d’entreprise français. Il est PDG du groupe paysagiste Id Verde de décembre 2021 à l'été 2023.  

## Formation
Olivier Brousse est un ancien élève de l’école polytechnique (1985), et titulaire d’un diplôme d’ingénieur de l’école des Ponts et Chaussées (ENPC). Il est aussi membre de la promotion Henry Crown Fellows (2006) de l’Aspen Institute aux États-Unis .

## Carrière
Olivier Brousse commence sa carrière en 1990, comme directeur commercial de Unic Systèmes, société de vente de tables à dessin et de systèmes de CAO/DAO. 
En 1994, il rejoint la Compagnie générale des eaux en tant que chargé de mission auprès d'Henri Proglio. Il passe quatorze ans au sein du groupe Veolia Environnement. En 1998, il est nommé directeur général de la filiale transport du groupe au Royaume-Uni (anciennement Connex). Il gère le réseau ferroviaire privatisé de British Rail avec, pour mission, d’en améliorer la qualité de service, largement décriée par les usagers. Six ans plus tard, il prend la tête de Veolia Transportation Inc. à Washington DC (17 000 personnes). 
Directeur général du groupe Saur à partir de 2008, Olivier Brousse contribue à développer les activités du groupe en Europe et au Moyen-Orient.
Il est nommé président exécutif du groupe en février 2013, et engage des négociations avec les 63 banques créancières pour le refinancement des deux milliards d'euros de dettes du groupe (issues de l'acquisition de la Saur en 2007). Au terme d’une négociation de près d'un an, et d'un conflit entre les actionnaires de la Saur, il conclut avec son équipe le refinancement du groupe avec une réduction de la dette de la holding à 900 millions d’euros. Il démissionne de la Saur début 2014, étant resté moins d'un an président exécutif,.
Vice-président de la FP2E (fédération des entreprises de l'eau) depuis 2008, il est président de juillet 2011 à fin 2013.
En janvier 2014, le refinancement achevé, Olivier Brousse annonce son départ de la Saur pour prendre la tête de l'entreprise anglaise John Laing PLC à Londres[source insuffisante], spécialisée dans l'investissement, la construction  et la gestion de grands projets d'infrastructures (transport, énergies renouvelables, santé, propreté). À la tête de John Laing, il relance les investissements de long terme dans les infrastructures, et accélère l'internationalisation du groupe, notamment dans le secteur des transports, menacé de saturation au Royaume-Uni. 
En mai 2020, il revient chez Veolia en tant que directeur de la stratégie et de l’innovation. 
En décembre 2021, il est nommé PDG d'Id Verde, groupe paysagiste issu des activités d'entretien d'espaces verts cédées par ISS,, leader européen avec près de 1 milliard d'euros de CA. Il quitte son mandat deux ans plus tard, à l'été 2023, tout en restant un temps au sein du groupe comme vice-président du conseil d'administration.

## Autres fonctions
Olivier Brousse a été administrateur de l'association 1001 Fontaines.

## Distinctions
Olivier Brousse est Chevalier de l'Ordre national du Mérite  depuis le 16 mai 2008, et Chevalier de la Légion d'honneur  depuis le 31 décembre 2014.